# Reinsberg, Niederösterreich
Reinsberg  är en ort och kommun  i Österrike. Den ligger i distriktet Scheibbs i förbundslandet Niederösterreich, 100 km väster om huvudstaden Wien.
Kommunen består av fem orter (Ortschaften) (inom parentes invånarantal 1 januari 2024):
- Buchberg (90)
- Kerschenberg (87)
- Reinsberg (469)
- Robitzboden (318)
- Schaitten (88)